# Ekonomika Vatikánu
Ekonomika Vatikánu je značně unikátní. Na malém území Vatikánu (0,44 ha) se nenachází žádné zdroje surovin, orná půda, pastviny a ani přirozené zdroje pitné vody. Neexistuje zde zemědělství. Téměř všechny potřebné věci se do Vatikánu dováží. Mezi průmyslová odvětví patří v malém rozsahu tisk publikací, vydávání mincí a poštovních známek, výroba mozaik a výroba uniforem pro zaměstnance. Jedním z pilířů vatikánské ekonomiky je turitický ruch.

## Struktura ekonomiky

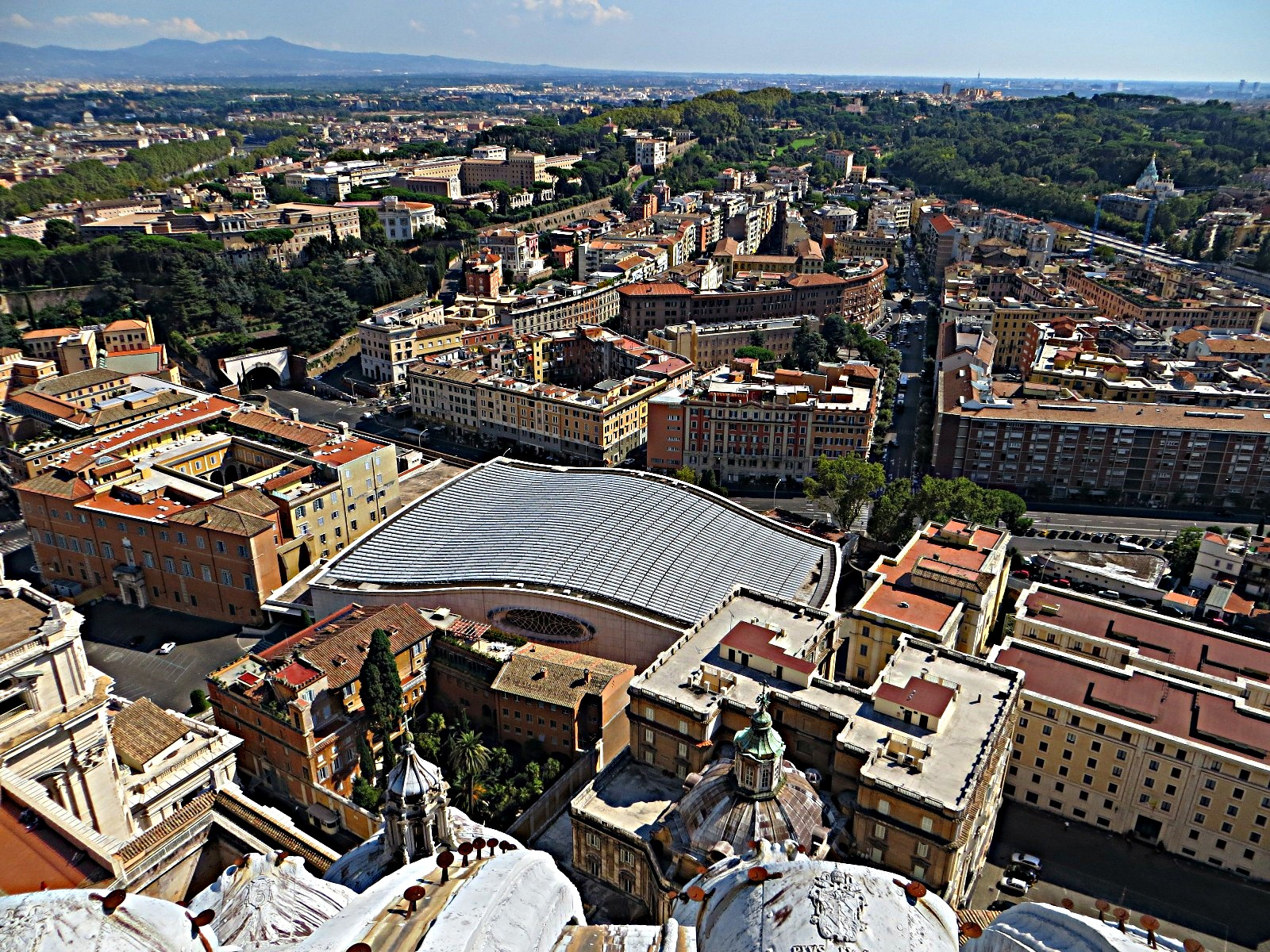
Střecha auly Pavla VI. je pokryta solárními panely

Ekonomické ukazatele pro Vatikán nejsou známé, většina informací zůstává neveřejná.

### Suroviny, zemědělství
Ve Vatikánu neprobíhá žádná rostlinná ani živočišná výroba. Nejsou zde lesy, orná půda ani vodní zdroje. Vatikánské zahrady – jediná nezastavěná plocha na území státu – jsou využívány jako okrasný park. Veškeré suroviny a téměř všechny výrobky je nutno dovážet. Rovněž pitná voda je podle ustanovení Lateránských smluv z roku 1929 přiváděna z Itálie.
Elektřinu získává Vatikán rovněž z Itálie, malé množství vyrábí díky solárním panelům na střechách.

### Průmysl

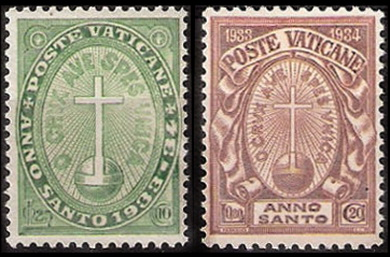
Vatikánské známky jsou sběratelsky cenné

Ve velmi malém objemu je zastoupen lehký průmysl.
K nejvýznamnějším producentům patří:
- Vatikánské nakladatelství a knihkupectví (Libreria editrice vaticana)[5]
- Filatelistický a numismatický úřad (Ufficio Filatelico e Numismatico)[6]
- Mozaikové studio (Lo Studio del Mosaico)[7][8]
- Vatikánská lékárna (Farmacia Vaticana)[9]

### Služby

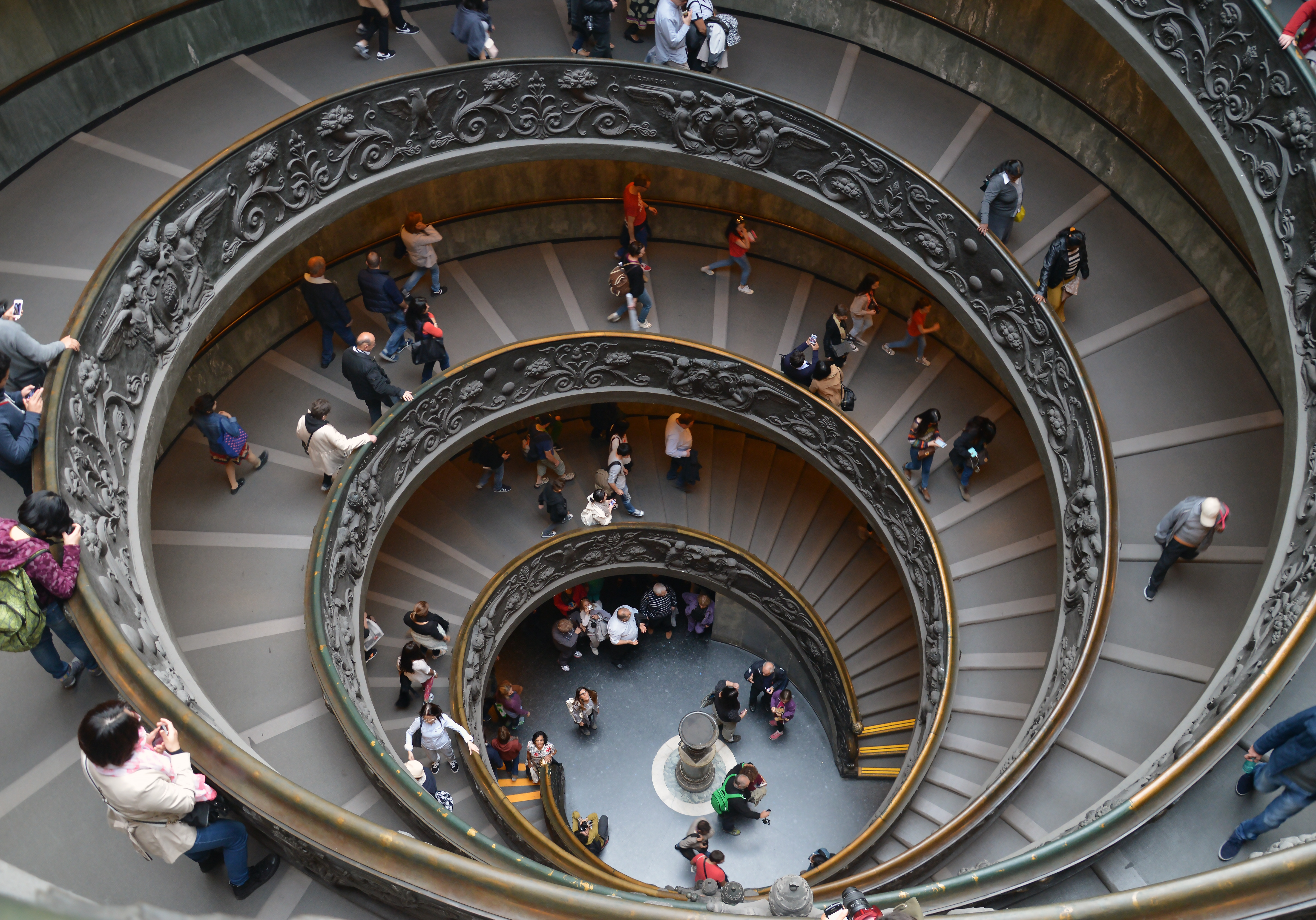
Turisté ve Vatikánských muzeích

Zásadní je pro Vatikán naopak cestovní ruch. Hlavními destinacemi jsou bazilika svatého Petra a Vatikánská muzea. Ačkoliv Vatikán ročně navštíví miliony turistů a poutníků, neexistují zde komerčně poskytovaná ubytování ani restaurace. Výjimkou je občerstvení ve Vatikánských muzeích.
Turistům i poutníkům slouží obchody se suvenýry – na Svatopetrském náměstí, v muzeích i na střeše baziliky svatého Petra. Výhradně obyvatelům a zaměstnancům Vatikánu je určený malý supermarket na Via della Tipografia a obchodní dům v budově Vatikánského nádraží.

### Příjmy
Jednou z hlavních částí příjmů Vatikánu je turistický ruch. Rozpočet Vatikánu je navíc finančně podporován prodejem poštovních známek, mincí, medailí a turistických upomínek i poplatky za vstup do muzeí a prodejem různých publikací.
Nemalé jsou též výnosy z odškodnění z roku 1929. Dne 11. února 1929 byly podepsány Lateránské smlouvy o vyrovnání mezi italským státem a katolickou církví po zániku papežského státu v roce 1870. Vatikán byl uznán jako suverénní papežský stát, ovšem papež se definitivně vzdal nároků na původní území, anektované Itálií a uznal Řím za hlavní město Italského království. Itálie se ztrátu území a zabavení papežova majetku zavázala vynahradit částkou 1,75 miliard lir. Tímto způsobem Vatikán získal odškodnění, z kterého má poměrně velké výnosy.

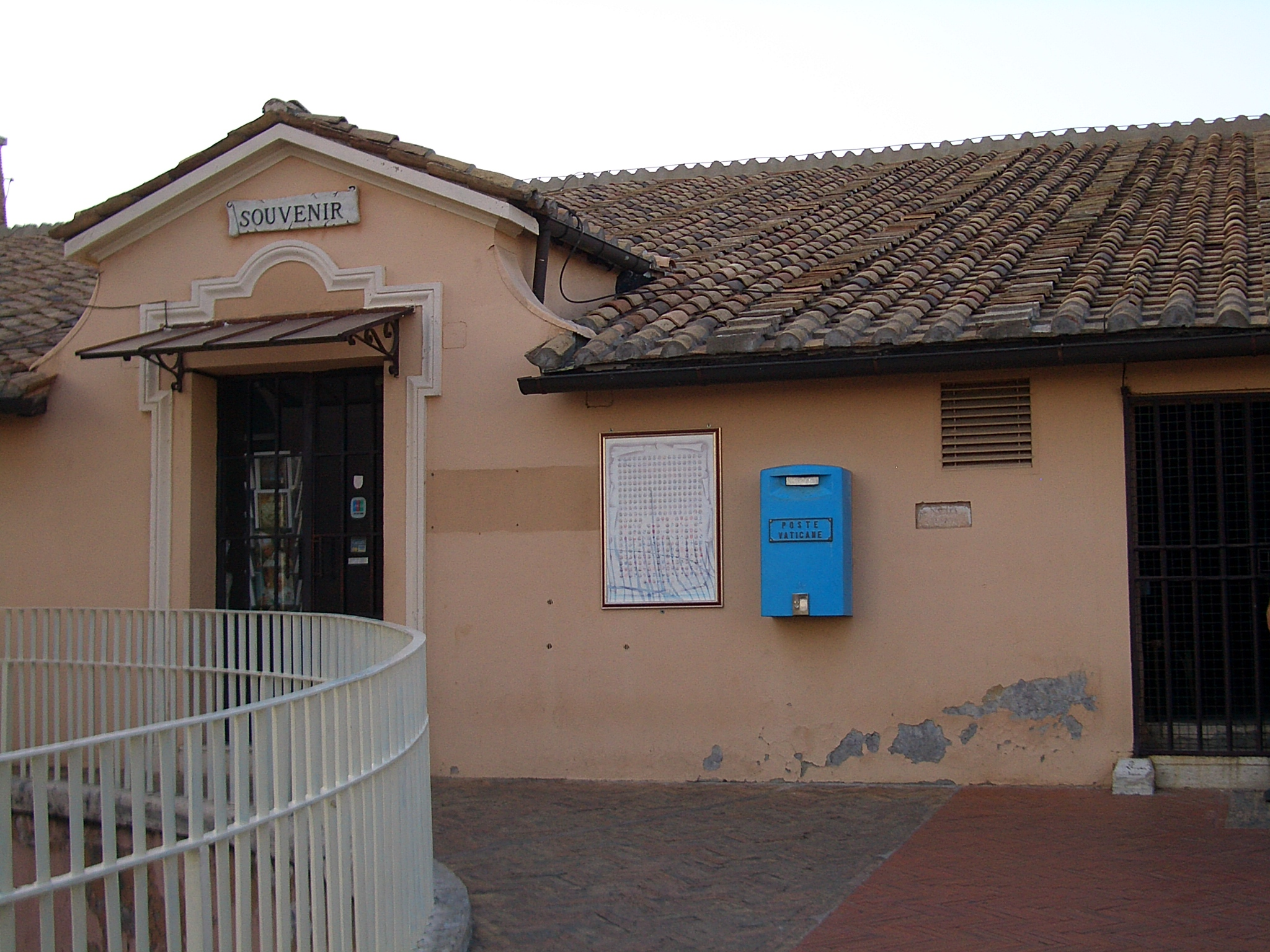
Obchod se suvenýry na střeše baziliky sv. Petra

Další významnou částí příjmů jsou dary, které zasílají věřící z celého světa katolické církvi a Vatikánu. Tyto dary se nazývají Svatopetrský haléř a vybírají se ve farnostech po celém světě v neděli kolem svátku Stolce sv. Petra (22. února). V roce 2022 se v této sbírce vybralo 107 milionů eur. Přestože se jedná o charitativní sbírku, finanční prostředky putují do rozpočtu Vatikánu a většina z nich se využije jinak, než na charitativní činnost.

### Výdaje
Většinu výdajů tvoří výplaty zaměstnanců, provoz institucí (včetně údržby a restaurování památek), církevní správu a charitativní činnost.

## Finanční situace
Vatikán se dlouhodobě nachází ve finančním deficitu (v roce 2012 byl schodek 18,4 milionu dolarů). Úředníci obviňují měkkou evropskou ekonomiku a náklady na výplatu 2 832 zaměstnancům, jakož i šíření katolické víry prostřednictvím různých médií. V září 2019 německý kardinál Reinhard Marx, který má na starosti vatikánskou ekonomickou radu, potvrdil, že mu papež František nařídil snížit náklady ve snaze eliminovat schodek, který se odhaduje na zhruba 70 milionů eur. O přesné částce se diskutuje, protože Vatikán od roku 2015 až do roku 2020 nezveřejnil rozpočet a dva roky byl bez interního auditora. Ačkoli papež František (a před ním papež Benedikt XVI.) vynaložili úsilí na zpřehlednění ekonomiky země, její finance jsou z velké části spíše obecná než přesná a auditovaná data. V roce 2020 Vatikán poprvé zveřejnil detailní rozpočet, který ukazuje, že v roce 2019 Vatikán hospodařil s deficitem 11 milionů eur (295 milionů Kč), jeho výdaje dosáhly 318 milionů eur a příjmy 307 milionů eur. S nejasnostmi okolo hospodaření Svatého stolce byl spojen finanční skandál týkající se nákupu luxusních nemovitostí v Londýně, kvůli kterému bylo v roce 2019 propuštěno několik zaměstnanců na vedoucích pozicích.

## Ekonomická správa
V roce 2014 papež František vydal motu proprio s názvem Fidelis dispensator et prudens („Věrný a rozvážný správce”), jímž zřídil nové ekonomické instituce Svatého stolce. Patří mezi ně:
- Rada pro ekonomické záležitosti (Consiglio per l´Economia) má poskytovat orientaci v ekonomickém managementu a dohlížet na správní a finanční činnost úřadů římské kurie i institucí napojených na Svatý stolec a městský stát Vatikán. Tvoří ji patnáct členů – osm zástupců církve (kardinálů a biskupů) a sedm finančních odborníků z řad laiků.
- Sekretariát pro ekonomiku (Segreteria per l´Economia) má za úkol sestavovat rozpočet Svatého stolce i Městského státu Vatikán a provádět kontrolu jejich hospodaření.
- Generální revizor provádí audity hospodaření všech institucí Svatého stolce a městského státu Vatikán.

Současně papež potvrdil dosavadní funkce a pravomoci Dozorčího finančního úřadu i Centrální vatikánské banky.

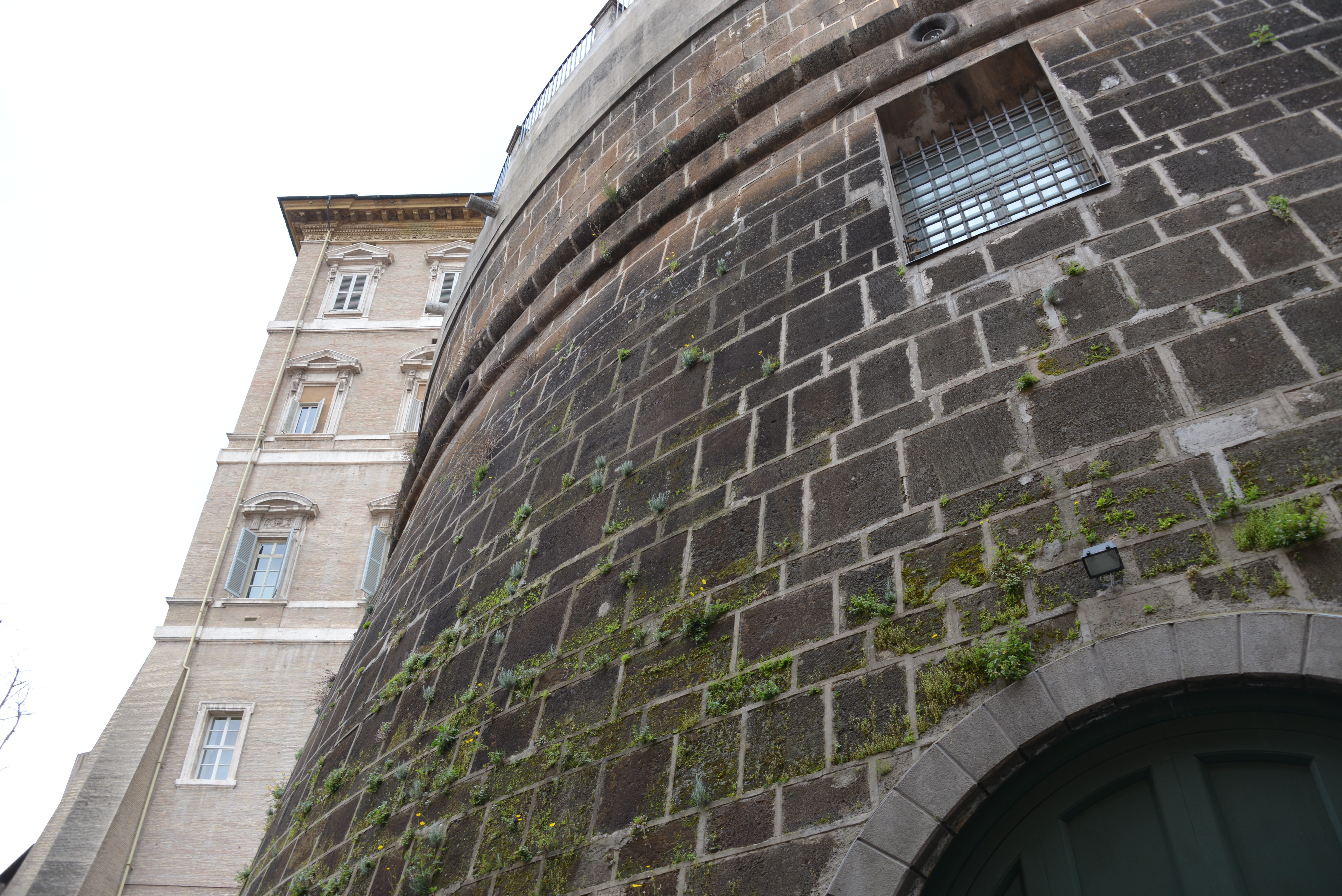
Sídlo Vatikánské banky ve věži Mikuláše V.

## Vatikánská banka

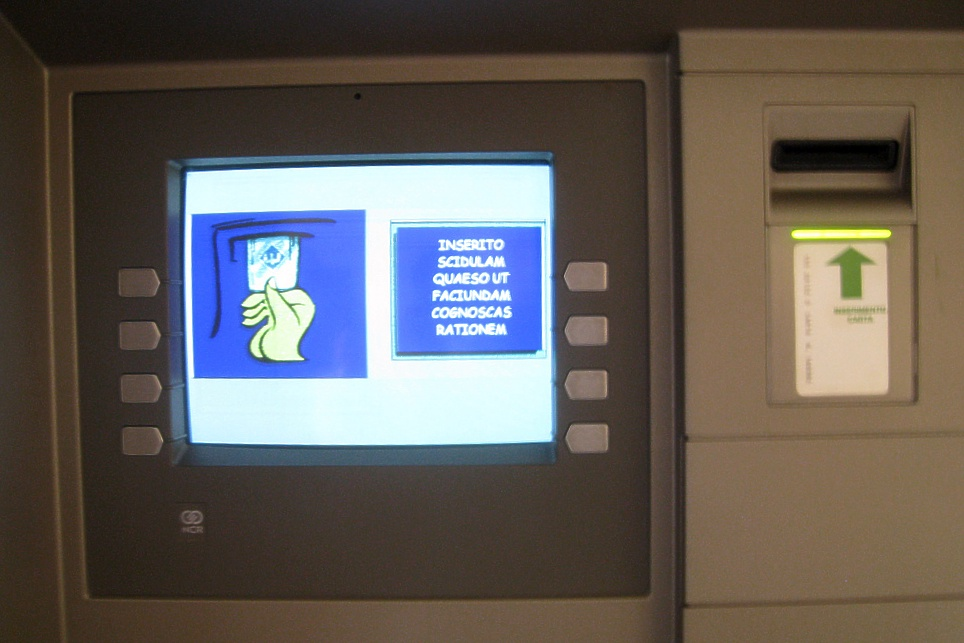
Vatikánský bankomat s instrukcemi v latině

Vatikánská banka, oficiálním názvem Ústav pro náboženská díla (italsky Istituto per le Opere di Religione; zkratka IOR), je soukromá banka ve Vatikánu, kterou založil papež Pius XII. v roce 1942. V průběhu desetiletí byla banka centrem mnoha skandálů a obvinění ze špatného hospodaření, praní špinavých peněz a finančních podvodů. V únoru 2018 Vatikánská banka oznámila, že obviňuje svého bývalého prezidenta a jeho právníka ze zpronevěry 57 milionů eur prostřednictvím podvodných realit a praní špinavých peněz.
Ve své výroční zprávě za rok 2018 (vydané v květnu 2019) uvedla Vatikánská banka, že pokročila ve snižování praní peněz a zvyšování finanční transparentnosti. Banka vykázala v roce 2018 zisk 19,8 milionu USD, což je pokles oproti zisku 36 milionů USD v roce 2017. Roku 2022 dosáhla zisku 29,6 milionu eur. Aktiva banky (ke konci roku 2018 v hodnotě přibližně 5,6 miliardy USD) sestávala z investic a vkladů od téměř 15 000 majitelů účtů. Mezi tyto držitele účtu patřilo katolické duchovenstvo, zaměstnanci Vatikánu a katolické náboženské řády po celém světě.

## Měna

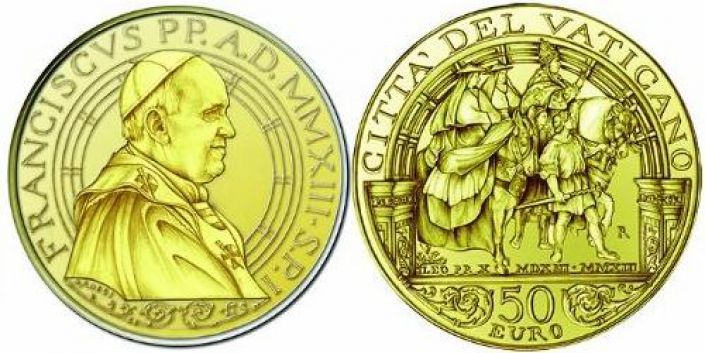
Padesátieurová mince s portrétem papeže Františka (2013)

Od vzniku Městského státu Vatikán podpisem Lateránských smluv v roce 1929 až do přijetí eura dne 1. ledna 2002 byla národní měnovou jednotkou Vatikánu vatikánská lira. Byla odvozena od Italské liry a kromě Vatikánu platila rovněž v Itálii a San Marinu. Vatikán sdílí na základě Lateránských smluv s Itálií měnovou unii, takže když Itálie přešla v roce 2002 k euru, Vatikán přešel spolu s ní, ačkoliv není součástí Evropské unie. Vatikánská lira byla nahrazena eurem v poměru 1 euro = 1936,27 lir.
Díky zvláštní dohodě s Evropskou unií Vatikán eura nejen používá, ale od 1. ledna 1999 dokonce vydává vlastní verze euromincí a poštovních známek. Touto činností je pověřen Filatelistický a numismatický úřad Vatikánského městského státu (italsky Ufficio Filatelico e Numismatico). Vydávání je ovšem omezeno jen na objem 670 tisíc vatikánských euromincí ročně a bankovky nejsou vydávány vůbec. Vzhledem ke své vzácnosti jsou vatikánské euromince a poštovní známky hojně vyhledávány sběrateli.

## Infrastruktura

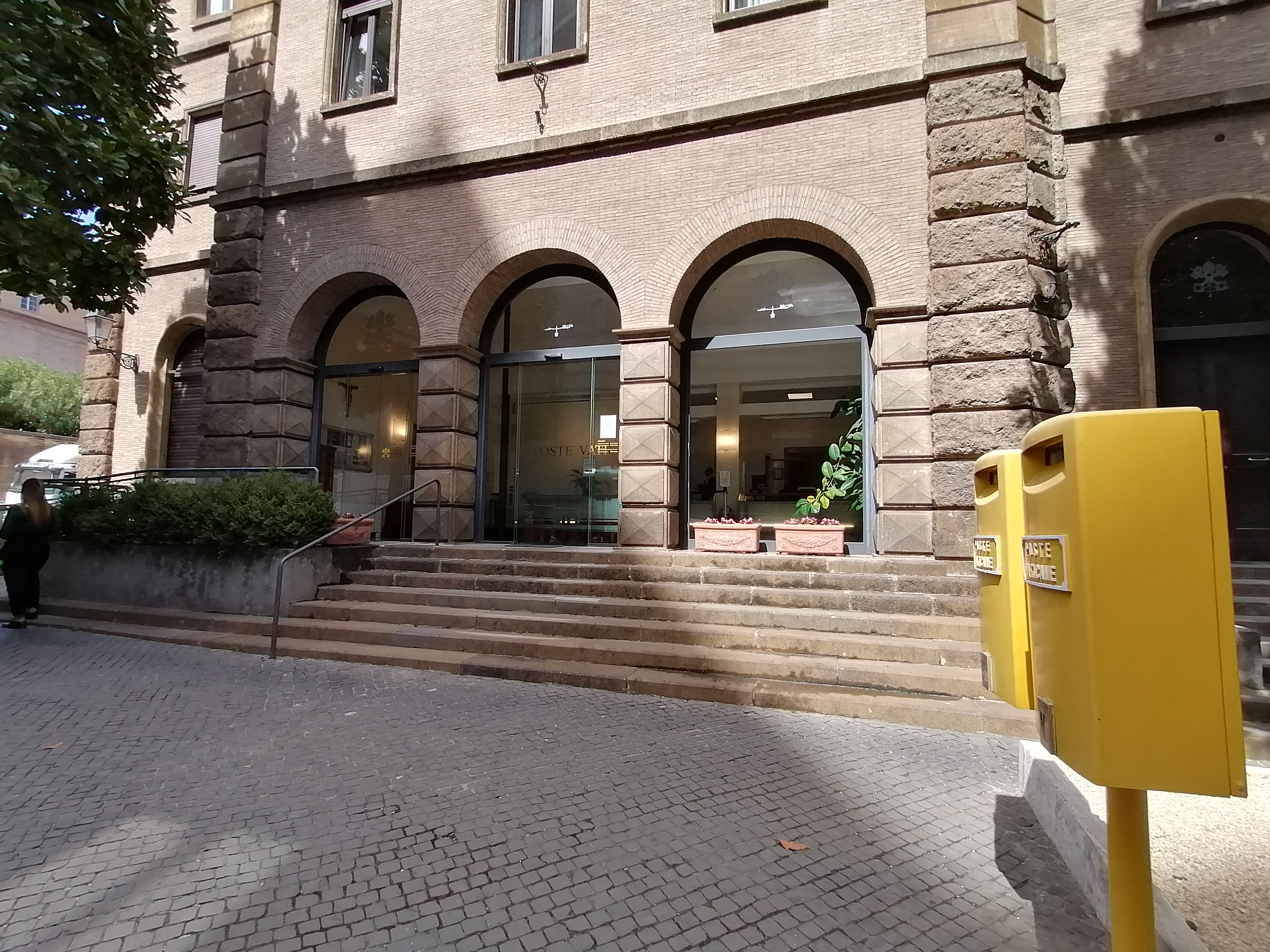
Hlavní budova Vatikánské pošty (Via della Posta)

Přes svou nepatrnou velikost má Vatikán vlastní rozhlas, televizi, noviny, banku, poštu, lékárnu, supermarket, heliport i železnici s nádražím.

Městu slouží od roku 1930 nezávislý moderní telefonní systém, spravovaný Vatikánskou telefonní službou (italsky Servizio dei Telefoni dello Stato della Città del Vaticano). Mezinárodní předvolba Vatikánu je +379, běžně se ale místo ní používají čísla s italskou předvolbou. Vatikánské telefonní karty, vydávané od roku 1992 jsou cenným sběratelským předmětem.

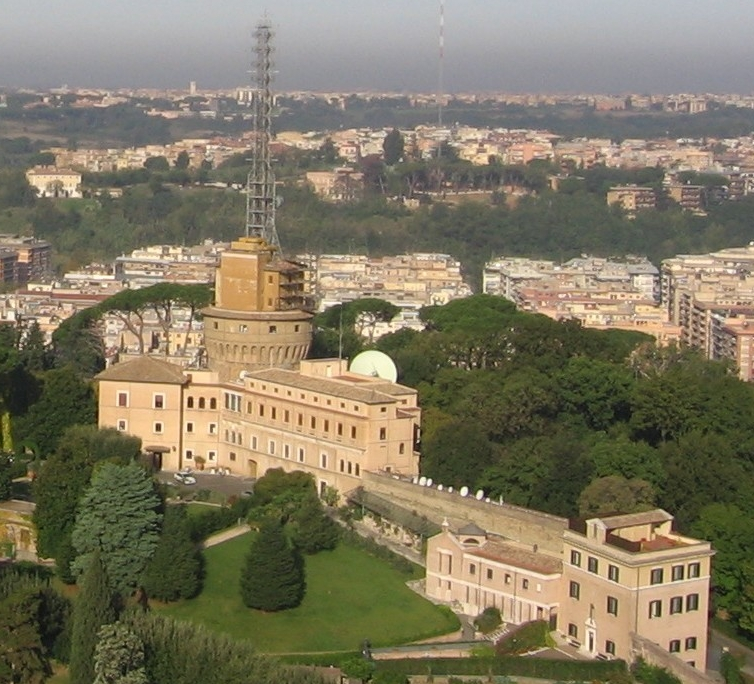
Historická budova Radia Vatikán v Římě z roku 1936.

Vatikán také disponuje vlastní internetovou doménou nejvyššího řádu „.va“ a předponou Mezinárodní telekomunikační unie „HV“, která je občas využívána radioamatéry.
Vatikánská pošta byla založena ihned po vzniku státu Vatikán v roce 1929. Poštovní služby, navazující na dlouhou historii pošty papežského státu, bývají považovány za jedny z nejlepších na světě. Ročně zpracují na 140 tun pošty a šest milionů pohlednic. Ikonické jsou žluté poštovní schránky. Vatikánské poštovní známky jsou mezi sběrateli ceněné a oblíbené.
Radio Vatikán (italsky Radio Vaticana) od roku 1929 vysílá na krátkých, středních i velmi krátkých vlnách a na internetu. Přináší informace z Vatikánu a katolického světa i podrobné reportáže o činnosti papeže a o jeho cestách. Televizní vysílání připravuje od roku 1983 Vatikánské televizní centrum, přičemž části programu souběžně vysílají i jiné italské nebo katolické televizní kanály, například Telepace či RAI (pod značkou Rai Vaticano). Rozhlas, televize a další média, včetně deníku L'Osservatore Romano byla v roce 2015 převedena do správy Dikasteria pro komunikaci, které je později sloučilo pod hlavičkou internetového portálu Vatican News.
Noviny i oficiální dokumenty tiskne Vatikánská tiskárna (italsky Tipografia vaticana), která produkuje také různé umělecké publikace, vydávané Vatikánským nakladatelstvím (italsky Libreria editrice vaticana).

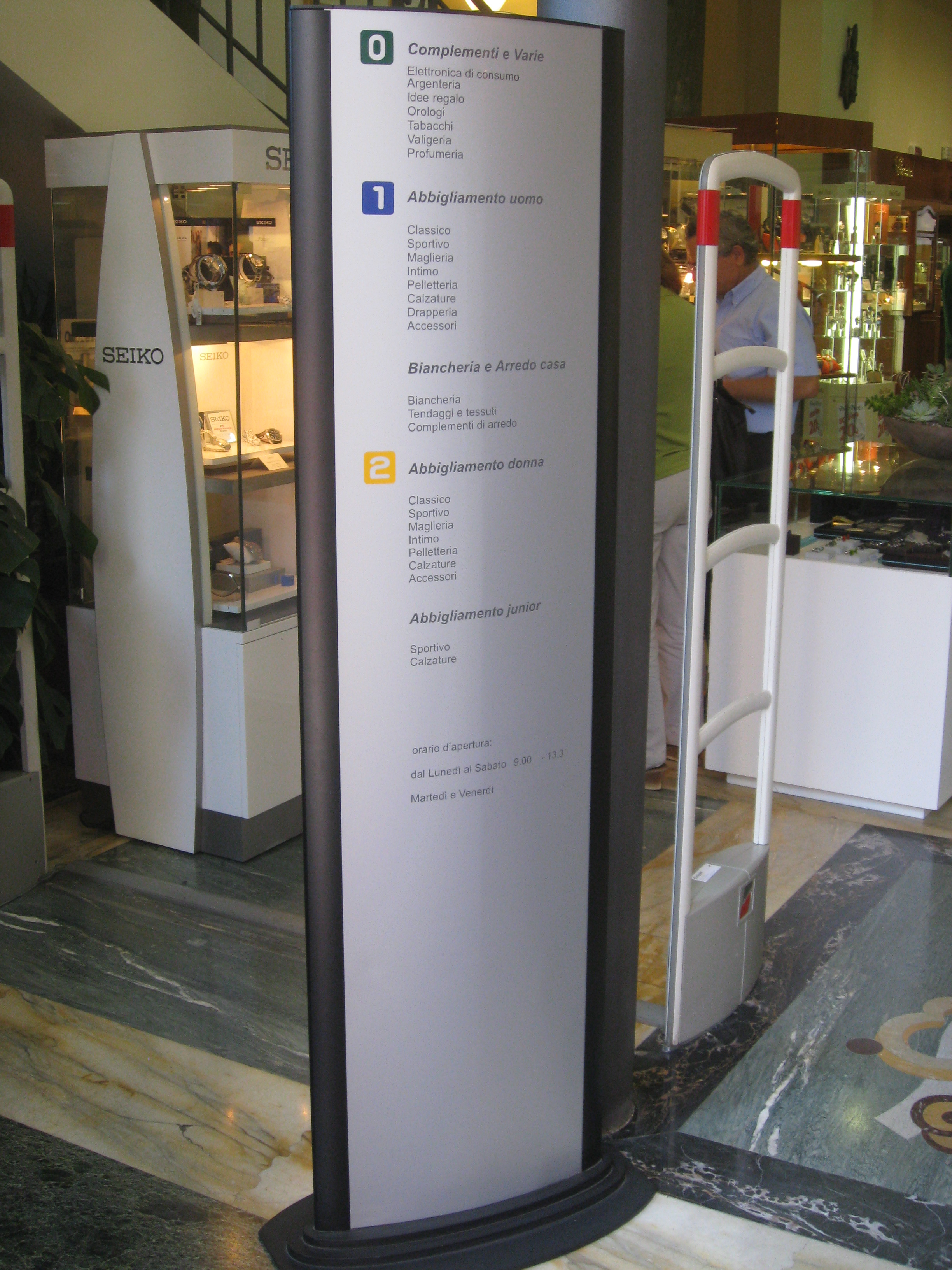
Vchod do obchodního domu v budově Vatikánského nádraží

## Doprava
Od roku 1929 má Vatikán vlastní malé nádraží, které však slouží hlavně k přepravě nákladů a jen zcela výjimečně k osobní dopravě. V interiéru je umístěn obchodní dům. Prostřednictvím vatikánského nádraží je městský stát napojen na italskou železniční síť. V roce 1976 nechal papež Pavel VI. ve Vatikánských zahradách vybudovat heliport, který slouží pro krátké lety vrtulníkem.
Od roku 2019 mohou zaměstnanci a obyvatelé Vatikánu využívat k nabíjení elektromobilů dobíjecí stanice Enel X.